# Columbia-Princeton Electronic Music Center
Das Computer Music Center (CMC) an der Columbia University ist das älteste Zentrum für die Erforschung von elektronischer Musik und Computermusik in den Vereinigten Staaten. Es wurde in den 1950er-Jahren als Columbia-Princeton Electronic Music Center gegründet.

## Ort
Das CMC befindet sich in der Prentis Hall, 632 West 125th Street, New York City, gegenüber Columbias neuen Manhattanville campus. Die Einrichtung besteht aus einer großen Forschungseinrichtung für Akademiker, die sich auf Computermusik und Multimedia-Forschung spezialisiert haben, und eine Anzahl musikalischer Einrichtungen und Aufnahmestudios für die Studenten.

## Leitung, Dozenten und Angebote
In dem Zentrum wird das Sound Arts MFA Program angeboten. Der Leiter des CMC ist Brad Garton.
Im CMC können Kurse unter anderem bei George Lewis, Terry Pender, Douglas Repetto und R. Luke DuBois besucht werden. Zahlreiche Gastfakultäten bieten jedes Jahr Seminare an.
Einige Projekte, die sich seit den 1990er-Jahren aus dem Umfeld des CMC hervorgetan haben, sind:
- Real-Time Cmix
- PeRColate
- dorkbot
- ArtBots

## Geschichte
Der Vorgänger des Columbia-Princeton Electronic Music Center war ein Studio, das in den frühen 1950er-Jahren von den Professoren Vladimir Ussachevski und Otto Luening, beide von der Columbia University, sowie Milton Babbitt and Roger Sessions, beide Princeton University, gegründet wurde.
Ursprünglich vorgesehen für Experimente in der musikalischen Komposition mit der neuen Reel-to-reel-Tonbandtechnik, verzweigte sich das Studio schnell in alle Gebiete der Forschung zu elektronischer Musik.

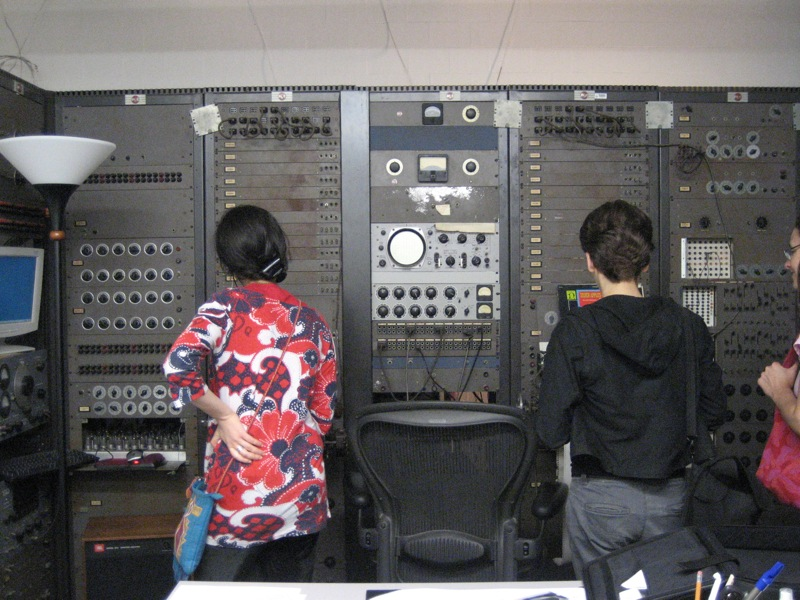
RCA Mark II Sound Synthesizer, Computer Music Center at Columbia University, NIME2007

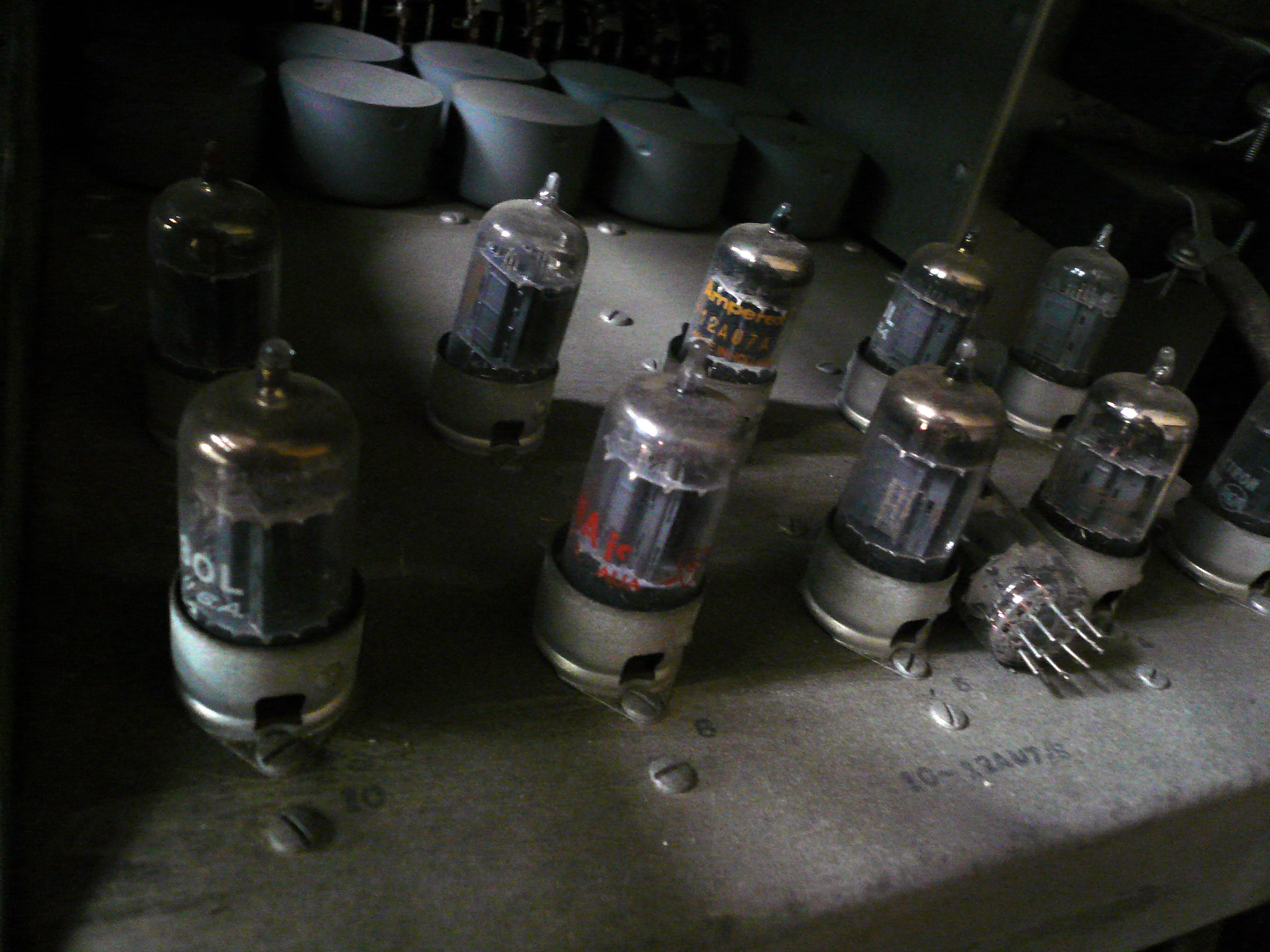
Der 'Victor' (Spitzname des RCA Mark II Sound Synthesizer) im CMC.

Das Flaggschiff der Zentrumsausrüstung, ein RCA Mark II Sound Synthesizer, wurde 1957 geliefert, nachdem es die Radio Corporation of America (RCA) nach Spezifikationen von Ussachevski und Babbitt entwickelt hatte. Finanziert wurde die Anschaffung durch eine Förderung der Rockefeller-Stiftung.
Eine Reihe bedeutender Stücke des Repertoires der elektronischen Musik wurde auf diesem Synthesizer realisiert, einschließlich Babbitts Vision and Prayer und Charles Wuorinens Time's Encomium, welches 1970 den Pulitzer-Preis für Musik gewann. 1961 veröffentlichte Columbia Records eine Langspielplatte mit dem Titel Columbia-Princeton Electronic Music Center, das im Wesentlichen mit dem RCA Mark II produziert wurde.
Zwischenzeitlich zogen die RCA und das Zentrum in die Prentis Hall um.

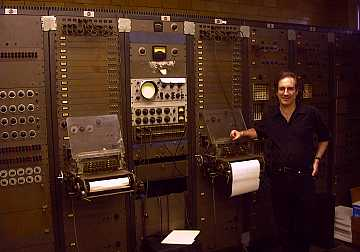
Weiteres Foto von Victor

Viele Koryphäen der elektronischen Musik, und der Avantgarde in der Musik generell, besuchten das Zentrum, beziehungsweise arbeiten oder studierten dort, darunter Edgard Varèse, Halim El-Dabh, Bülent Arel, Mario Davidovsky, Charles Dodge, Pril Smiley, Alice Shields, Wendy Carlos, Dariush Dolat-Shahi und Luciano Berio.
Das Electronic Music Center agierte auch als Beratungsunternehmen für andere Studios der elektronischen Musik in der Westlichen Hemisphäre, beriet sie bezüglich des optimalen Studiodesigns und half ihnen, Geräte zu beschaffen.
Die Mitarbeiter des Zentrums entwickelten unter Peter Mauzey eine Vielzahl angepasster Geräte, um die Komponisten am CMC zu unterstützen. Darunter waren frühe Prototypen
der Tape-Delay-Maschinen, quadrofonische Mischpulte und analoge Adapter, um das Zusammenschalten von nicht kompatiblen Synthesizer-Geräten zu ermöglichen. Das Zentrum hatte auch eine große Sammlung von Synthesizern von Buchla, Moog und Serge.
In den späten 1970er-Jahren verlor das Zentrum schnell an Bedeutung, als die klassischen, analogen Bandtechniken nach und nach durch die digitale Computermusik abgelöst wurden. Mitte der 1980er-Jahre lösten die Einrichtungen von Columbia and Princeton ihre formale Verschmelzung. Das Musikinstitut von Princeton verstärkte seine Zusammenarbeit mit Bell Labs und gründete ein Studio für Computermusik unter Godfrey Winham und Paul Lansky namens Princeton Sound Lab.
Die ursprüngliche Einrichtung der Columbia wurde 1995 unter der Leitung von Brad Garton umorganisiert und in Columbia University Computer Music Center umbenannt.

## Mit dem CMC verbundene Personen
- Bradford Garton, Leiter, Professor für Musik
- Terry Pender, stellvertretender Leiter
- Douglas Repetto, Leiter des Sound Arts MFA Program
- Fred Lerdahl, Professor für Musik
- George Lewis, Professor für Musik

## Gebäude

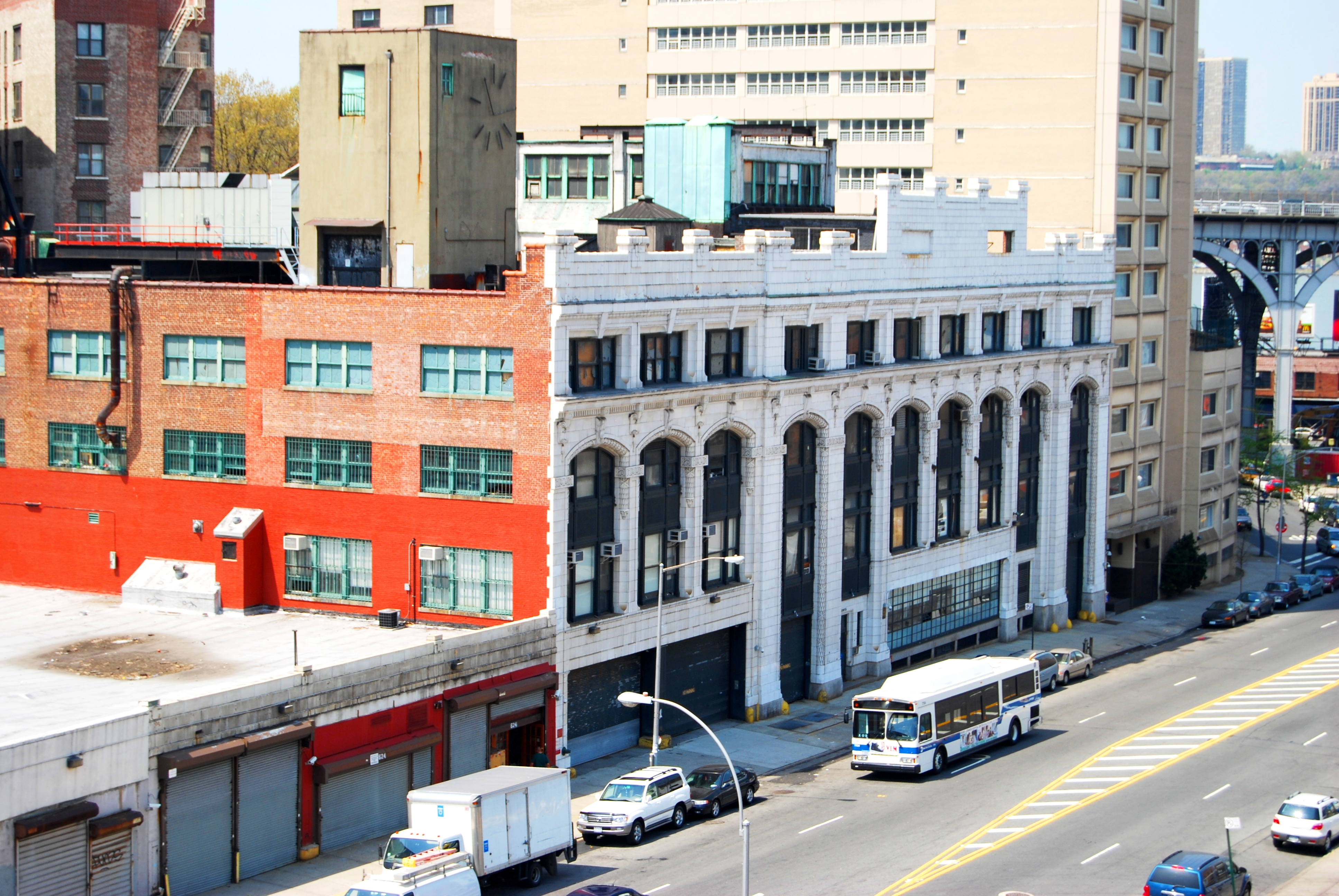
Sheffield Farms, Fabrikgebäude in West 125th Street, Manhattanville, New York

Das Gebäude in 632 West 125th Street, genannt Prentis Hall, wurde im Jahr 1906 errichtet. Architekt war Edgar J. Moeller. Es hat sechs Etagen mit einer Fläche von insgesamt rund 11.300 m². Das Gebäude hat eine milchweiße Fassade und diente früher als Milchabfüllanlage. Im Zuge der Milliarden-Dollar-teuren Erweiterung des Campus Manhattanville der Columbia University wurde das Gebäude renoviert und umgebaut. Die Universität hat das Gebäude im Jahr 1949 erworben und damals als Chemie-Forschungseinrichtung benutzt.